# Lucilie bouchère
Cochliomyia hominivorax
Espèce
La lucilie bouchère (Cochliomyia hominivorax) est une espèce de diptères de la famille des Calliphoridae, communément appelée mouche à viande ou mouche de Libye, bien qu'elle soit originaire d'Amérique centrale.
Sa larve est un parasite obligatoire des mammifères, dont l'humain, et rarement d'oiseaux. Les œufs sont pondus dans les plaies ouvertes ou atteintes cutanées suffisantes pour permettre à la larve de pénétrer dans les tissus. Les œufs peuvent aussi être pondus sur des muqueuses et des orifices naturels du corps, comme les narines, les sinus, la bouche, les orbites et les orifices génitaux. La larve se nourrit exclusivement de tissus vivants.

## Étymologie
L'épithète spécifique hominivorax, signifie littéralement « dévoreuse d'hommes ».

## Systématique

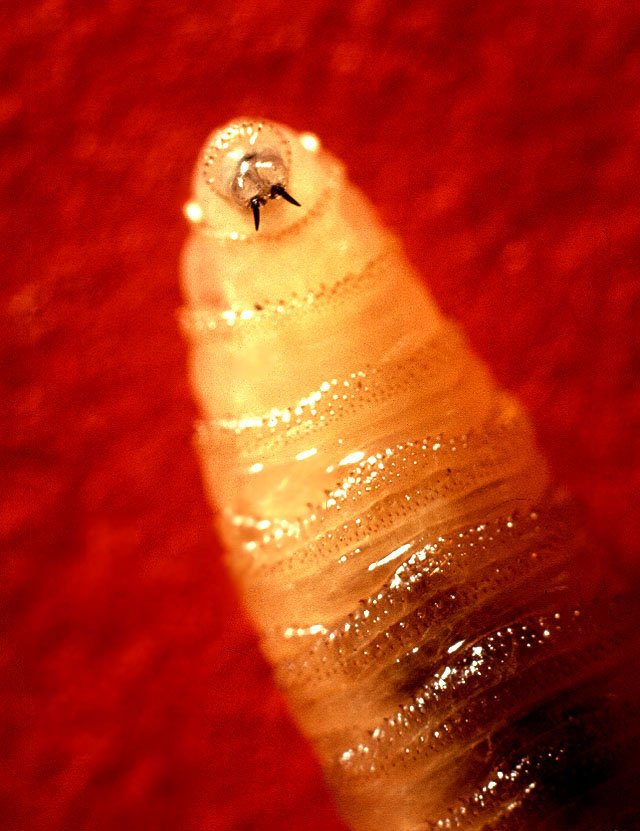
Larve de Lucilie bouchère

Cochliomyia hominivorax a été décrite en 1857 par le médecin français Jean Charles Coquerel, qui en observa les larves dans les plaies des bagnards de l'île du Diable, en Guyane.
Le nom valide complet (avec auteur) de ce taxon est Cochliomyia hominivorax (Coquerel, 1858).
L'espèce a été initialement classée dans le genre Lucilia sous le protonyme Lucilia hominivorax Coquerel, 1858.
Ce taxon porte en français les noms vernaculaires ou normalisés suivants : Lucilie bouchère,, ver en vis.
Cochliomyia hominivorax a pour synonymes :
- Calliphora anthropophaga Conil, 1878
- Calliphora infesta Philippi, 1861
- Cochliomyia americana Cushing & Patton, 1933
- Compsomyia homicida Brauer, 1899
- Lucilia hominivorax Coquerel, 1858
- Somomyia fulvobarbata Bigot, 1888

## Identification
Le troisième stade larvaire présente un tronc trachéen dorsal brun, qui s'étend, en  avant, du douzième au dixième ou neuvième segment, tandis que la larve de Chrysomya  bezziana s'en distingue par sa spinulation, le nombre de lobes, ses stigmates antérieurs (4 ‡ 6) et la pigmentation du tronc trachéal secondaire.
Les adultes des espèces du genre Cochliomyia se distinguent d'autres genres impliqués dans des myiases des plaies par leur couleur bleu ou vert métallique et les trois bandes longitudinales brunes  sur le  thorax. C. hominivorax peut toutefois être confondue avec sa congénère C. macellaria.

## Biologie

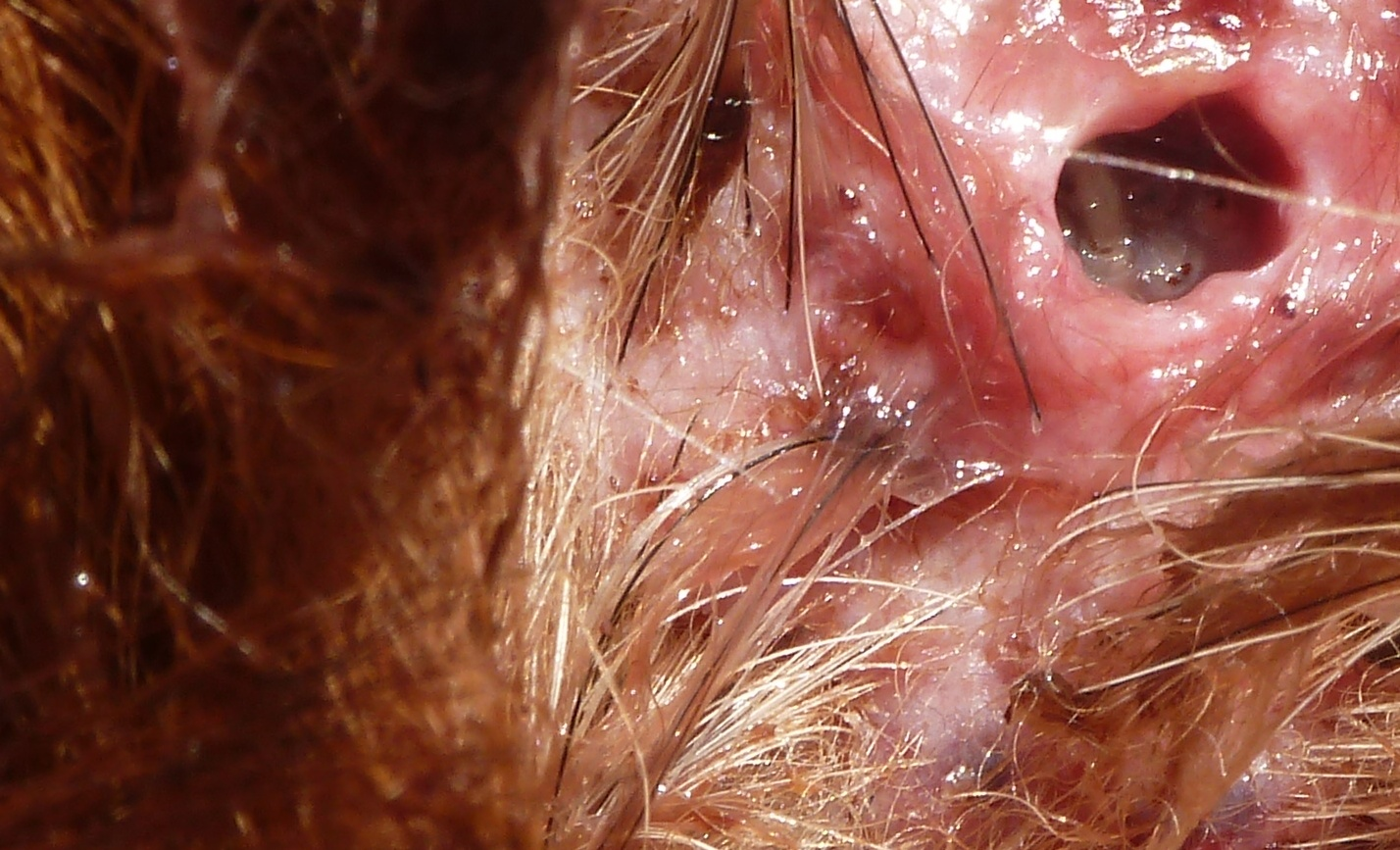
Myiase sur un berger belge provoquée par la Lucilie bouchère

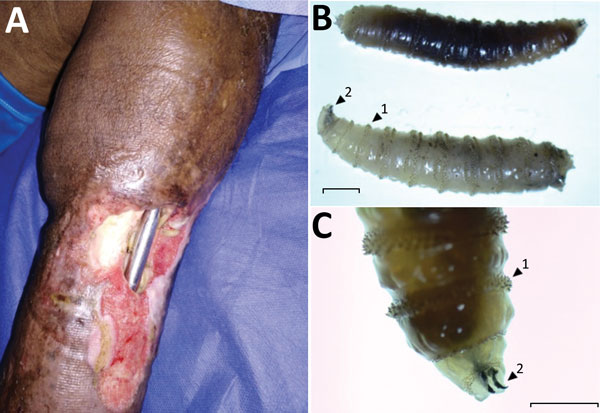
Myiase sur la jambe d'homme de 77 ans, 12 ans après une ostéosynthèse tibiale (Colombie) : A) Plaie ouverte dans la jambe gauche de l'homme, montrant plusieurs larves. B), C) Larves de Cochliomyia hominivorax extraites de la plaie. La flèche 1 indique les bandes d'épines ; notez les épines disposées en 4 rangées qui séparent chaque segment. La flèche 2 indique les crochets. Les barres d'échelles indiquent 2 mm (B) et 1 mm (C).

La femelle est attirée par les plaies. Elle y pond jusqu'à 340 œufs qui éclosent après 12 à 24 heures d'incubation. La jeune larve commence immédiatement à se nourrir en s'enfonçant dans les chairs à partir de la plaie. Après trois stades larvaires, la larve sort de son hôte et se laisse tomber au sol. Elle s'y enfouit pour former une pupe, de laquelle émergera un nouvel adulte. Plus il fait chaud, plus le développement est rapide (jusqu'à environ 3 semaines pour le cycle complet en milieu tropical).
La plaie produit une odeur caractéristique souvent imperceptible pour l'humain, mais qui attire d'autres mouches femelles gravides qui viennent alors pondre dans les mêmes plaies, aggravant le processus infestant, qui peut être mortel sans traitement[réf. nécessaire].

## Traitements
L'ivermectine a été utilisée avec succès dans le traitement des myases causées par ce parasite. Chez l'animal l'avermectine est souvent utilisée (doramectine en général) en  injection  sous-cutanée. D'autres traitements sont possibles.

## Contrôle

Carte de répartition de la Lucilie bouchère (2010)
Distribution
Variations saisonnières
Zone où l'espèce a été éradiquée

En utilisant la technique des mâles stériles, les États-Unis ont officiellement éradiqué la lucilie bouchère en 1982. La même chose s’est produit en Libye en 1990,, au Guatemala et au Belize en 1994, au Salvador en 1995, et au Honduras en 1996. Il y a des campagnes en cours contre la mouche au Mexique, au Nicaragua, au Costa Rica et en Jamaïque, toutes avec l'assistance financière du département de l'Agriculture des États-Unis.
Fin novembre 2024 les États-Unis interdisent toute importation de bétail venant du Mexique, à la suite de la découverte d'un bovin infecté par la larve de Lucilie bouchère.
Aucun vaccin ni produit d'origine biologique efficace n'est disponible.
En 2022, la mouche est envahissante en Uruguay où elle cause de gros dégâts aux élevages et même à des humains. Le Panama a entrepris la production des mâles stériles cryogénisés pour ce pays. Chaque semaine, 25 millions de ces mâles seront dispersés aux frontières de l'Uruguay (environ 1 000 km) entre 2023 et 2027 afin d'éradiquer l'espèce du territoire.